# Cunning Stunts
Cunning Stunts é um vídeo da banda americana Metallica lançado em 1997, em formato de DVD e VHS. O DVD conta com bastidores, entrevistas com a banda, documentários e uma galeria com aproximadamente 1000 fotos.

## Faixas

### Disco 1
1. "So What?"
2. "Creeping Death"
3. "Sad But True"
4. "Ain't My Bitch"
5. "Hero of the Day"
6. "King Nothing"
7. "One"
8. "Fuel"
9. "Bass guitar solos/Guitar solo"
10. "Nothing Else Matters"
11. "Until It Sleeps"
12. "For Whom the Bell Tolls
13. "Wherever I May Roam"
14. "Fade to Black "
15. "Kill/Ride the Lightning"
  1. "Ride the Lightning "
  2. "No Remorse"
  3. "Hit the Lights"
  4. "The Four Horsemen "
  5. "Seek & Destroy"
  6. "Fight Fire With Fire"

### Disco 2
1. "Last Caress"
2. "Master of Puppets
3. "Enter Sandman"
4. "Am I Evil?"
5. "Motorbreath"